# Provincia del Kasai Orientale (antica provincia)
La provincia del Kasai Orientale (ufficialmente Kasaï-Oriental in francese) era una delle 11 province della Repubblica Democratica del Congo. Prende il nome dal fiume Kasai. In base alla Costituzione del 2005, è stata divisa in più province.

## Geografia fisica
La provincia era situata nella parte meridionale del paese e confinava a nord con la Provincia dell'Equatore la Provincia Orientale, a sud con quella del Katanga, a ovest con quella di Kasai-Occidental e a est con la provincia di Maniema.

## Suddivisione prevista con la nuova costituzione
La nuova costituzione, in vigore dal 2006, ha previsto che la provincia venga suddivisa in 3 nuove province: 
- Kasai Orientale con capoluogo Mbuji-Mayi
- Lomami con capoluogo Kabinda
- Sankuru con capoluogo Lodja

Tale suddivisione è entrata in vigore nel 2015.